# Bereznyiki
Bereznyiki (oroszul: Березники) város Oroszország Permi határterületén. A határterület második legnagyobb városa. A kb. 25 km-rel északabbra fekvő Szolikamszkkal együtt az Urál egyik legnagyobb vegyipari körzete. 
Lakossága: 156 466 fő (a 2010. évi népszámláláskor).

## Fekvése
Az Urál nyugati előterében, Permtől 180 km-re északra, a Kámán kialakított Kámai-víztározó bal partján helyezkedik el. Folyami kikötő. A túlsó parton fekvő ősi kisvárossal, Uszoljével és környékével közúti híd köti össze (1981). Vasútvonallal kapcsolódik Szolikamszkhoz, valamint dél felé Permhez, illetve Csuszovszkaja vasúti csomóponthoz. A város mellett halad a Középső-Urál nyugati előterének településeit összekötő észak-déli irányú Kungur–Csuszovoj–Szolikamszk országút.

## Története, gazdasága
A felső-kámai sós forrásokat és sólerakódásokat évszázadok óta hasznosították konyhasó kinyerésére. Szolikamszk, Uszolje, Bereznyiki körül és máshol is nagy sófőző körzetek alakultak ki, a sót a Kámán lefelé vízi úton juttatták el a nagyobb központi városokba. 1879-ben elkészült a területhez délről, Csuszovszkaja állomástól kiépített vasútvonal. Az állomás mellett, a mai Bereznyiki helyén 1881–1883-ban I. I. Ljubimov vállalkozó a belga Ernest Solvay-val  közösen szódagyárat épített, megteremtve ezzel az országban a szódagyártás alapjait.
Az 1920-as évek első felében a terület részletesebb kutatása során fedezték csak fel, hogy 100-300 m mélyen, 12-56 m vastagságú kősó- és kálisórétegek húzódnak (szilvinit, galit, karnallit). A sóbányászat, a nagy telepek kiaknázása a vegyipari gyárak felépítése után indult meg. A polgárháboú alatt leromlott szódagyárat az 1920-as évek elején újjáépítették, felújították és alkalmassá tették klór gyártására is. 1927-ben megkezdték a szolikamszki kálikombinát, 1929-ben a bereznyiki vegyipari kombinát (nitrogénműtrágya gyár) építését. 
Bereznyiki várost több kisebb település, illetve az építkezések munkatelepeinek egyesítésével alapították meg 1932-ben. (Kezdetben a túlsó parti Uszolje is közigazgatásilag a városhoz tartozott.) A kombinát első egysége 1932-ben, a második 1934-ben kezdett termelni. A helyi hatalmas sókészletekre, a közeli Kizeli-szénmedencére, a Káma menti nagy erdőségek faanyagára alapozva kialakult a Szovjetunió akkori egyik legnagyobb vegyipari központja. A kombinátból később önálló vállalattá szervezték a nitrogénműtrágya gyárat, kivált és önálló lett az anilin-festékgyártó üzem is.
A világháború idején az ukrajnai Zaporozsje magnéziumkohászati üzemének berendezéseit Szolikamszkba és Bereznyikibe evakuálták, ahol 1943-ban megindult a magnézium előállítása; nyersanyagnak a kálisóbányákból származó karnallitot használták, kokszot a közeli Gubaha kokszgyára szállított. A háború után ismét előtérbe került a műtrágyagyártás. Bereznyikiben hatalmas káliműtrágyagyár épült, első egysége 1955-ben kezdte meg a termelést. Az 1950-es évek közepén elkészült víztározó a további iparosítás számára nagy víztartalékot biztosított. Egy újabb, második szódagyárat 1961-ben helyeztek üzembe (a régi az évtized végén megszűnt), 1962-ben pedig a jaregai és más titántartalmú vasércekre alapozva egy új gyárban elkezdődött a titánfém termelése.

## Kultúra
A város állandó színháza 1936-ban kezdte meg működését, 2004-ben költözött új épületébe. A központi múzeumot több fiókintézmény összevonásával hozták létre.

## Gazdasága a 21. században
A gazdaság gerincét a város keletkezése óta a nagy iparvállalatok jelentik, köztük az Uralkalij, világviszonylatban a káliműtrágya egyik legnagyobb termelője; és a VSMPO-AVISMA.
A 21. század elején a bereznyiki és szolikamszki káliműtrágyagyártás két óriás: az Uralkalij és a Szilvinit kezében összpontosult. 2010 végén a két cég egyesült, az egyesülés 2011 júniusra fejeződött be. Az Uralkalij egyik bereznyiki sóbányájában 2006-ban baleset történt. 2014 végén hasonló baleset volt a 2. számú szolikamszki bányájában is.
Az utóbbi baleset az AVISMA társaság érdekeltségébe tartozó bereznyiki titángyár termelésére is kihathatott volna. A VSMPO-AVISMA a világ egyik legnagyobb titán termelője, melynek előállításához a helyben bányászott karnallitot az Uralkalijtól szerzi be.
A bereznyiki nitrogénműtrágya gyárat napjainkban az Azot Rt, az anilin-festékgyárat a Beraton Rt birtokolja. A szódagyár szintén részvénytársasági formában működik és a 19. században alapított gyár jogutódjának számít. Fő termékét, a kalcinált szódát többek között az üveggyártásban, a mosószerek gyártásában, a papír- és lakkfesték iparban, a cellulóz- és papíriparban használják fel. A gyárat a 2012-ben a Baskirszkaja Himija Rt szerezte meg.